# Steve Holmes

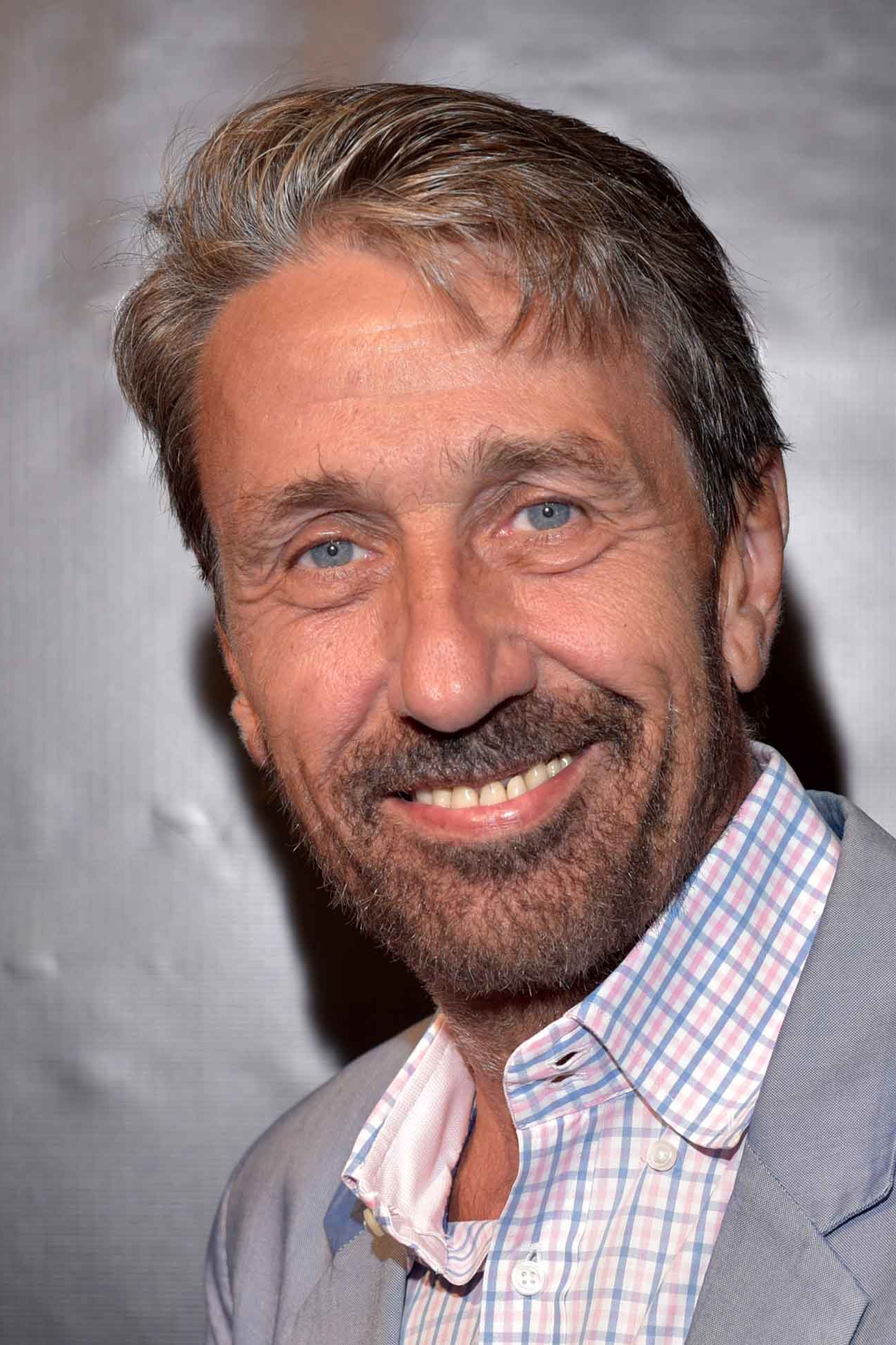
Steve Holmes (2019)

Steve Holmes (* 23. März 1961 in Sibiu, Rumänien) ist ein deutscher Pornodarsteller. Seinen Künstlernamen wählte er in Anlehnung an John Holmes, den bekanntesten Pornostar der 1970er Jahre.
Holmes wirkte am 22. November 1996 in seinem ersten Pornofilm mit. Binnen kurzer Zeit stieg er zu einem der am häufigsten gebuchten Darsteller des deutschen Pornogewerbes auf. Seit 2002 lebt und arbeitet er jedoch hauptsächlich in Budapest und Los Angeles. Zwischen 1996 und 2019 wirkte er in über 2.000 Filmen mit.
Für seine Rolle in Private Black Label: Eternal Love wurde Holmes 2001 beim Festival Internacional de Cine Erotico in Barcelona mit dem Preis als bester Nebendarsteller ausgezeichnet. Bei der Verleihung der AVN Awards in Las Vegas erhielt er 2005 und 2006 den Preis als bester männlicher Darsteller aus dem Ausland. Hinzu kommen zahlreiche brancheninterne Auszeichnungen in Berlin, Brüssel und Belgrad.
Seit 2003 ist Holmes zudem als Regisseur von Pornofilmen tätig.

## Auszeichnungen
- 2003 XRCO Award Unsung Swordsman
- 2003 XRCO Award 3-Way
- 2005 AVN Award Male Foreign Performer of the Year[1]
- 2006 AVN Award Male Foreign Performer of the Year[2]
- 2007 AVN Award Best Sex Scene in a Foreign-Shot Production für Outnumbered 4 (mit Isabel Ice, Dora Venter, Kathy Blanche (Cathy), Karina Play, Katrin (Nicol), Puma Black, Sandra Romain, Erik Everhard und Robert Rosenberg)[3]
- 2011 AVN Award Best Sex Scene in a Foreign-Shot Production für Tori Black Nymphomaniac (mit Tori Black und Jazz Duro)[4]
- 2018 XBIZ Awards – Foreign Male Performer of the Year[5]
- 2019 XBIZ Awards – Foreign Male Performer of the Year[6]
- 2019 AVN Awards – Best Oral Sex Scene[7]